# 이향 (배우)
이향(李鄕, 본명: 이근식, 1914년 ~ 1991년)은 대한민국의 배우이다.

## 가족 관계
- 외손자 문희준
- 외손녀 제이디
- 외손녀 문혜리
- 외손부 소율

## 출연 작품

### 영화
- 사랑의 교실 (1948)
- 심판자 (1949)
- 영광의 길 (1953)
- 애원의 향토 (1954)
- 운명의 손 (1954) - 신영철
- 인생역마차 (1956)
- 마의태자 (1956) - 마의태자
- 김삿갓 (1957)
- 검사와 여선생 (1958)
- 형제 (1958) - 최정익
- 그 여자는 행복했던가 (1959)
- 이름없는 별들 (1959) - 일본 경찰 주임
- 삼일독립운동 (1959)
- 한말풍운과 민충정공 (1959) - 임권조
- 유관순 (1959)
- 아아 백범 김구선생 (1960) - 한태규
- 흰구름 가는 길 (1960)
- 인정부두 (1960)
- 쟌발쟌 (1961)
- 두만강아 잘 있거라 (1962)
- 싸우는 사자들 (1962)
- 지옥문 (1962)
- 창살없는 감옥 (1963)
- 안개낀 거리 (1963)
- 마도로스 박 (1964)
- 낙인찍힌 사나이 (1964)
- 포리호의 반란 (1964)
- 우리엄마 최고 (1964)
- 아까시아에 비오는 밤 (1964)
- 죽자니 청춘 살자니 고생 (1964)
- 소만국경 (1964)
- 도심의 향가 (1964)
- 배신 (1964)
- 동굴속의 애욕 (1964)
- 국경아닌 국경선 (1964)
- 상해 오십오번지 (1965)
- 살인명령 (1965)
- 적진삼백리 (1965)
- 불붙는 대륙 (1965)
- 인정사정 볼 것 없다 (1965)
- 피어린 구월산 (1965)
- 청일전쟁과 여걸 민비 (1965)
- 위험한 보수 (1965)
- 국제간첩 (1965)
- 마지막 황후 윤비 (1966)
- 반역 (1966)
- 청춘대학 (1966)
- 남북천리 (1966)
- 비밀첩보대 (1966)
- 에스 오 에스 홍콩(SOS 홍콩) (1966)
- 친정어머니 (1966)
- 그대옆에 가련다 (1966)
- 무적자 (1966)
- (태권도) 최후의 일격 (1967)
- 강명화 (1967)
- 방콕의 하리마오 (1967)
- 영호작전 (1967)
- 가고파 (1967)
- 청춘극장 (1967)
- 보은의 기적 (1967)
- 원점 (1967)
- 아리랑 (1968)
- 잘돼갑니다 (1968)
- 오인의 자객 (1968)
- 내시 (1968)
- 괴도의 검 (1968)
- 가로수의 합창 (1968)
- 내가 반역자냐 (1968)
- 풍랑객 (1968)
- 금수강산 (1968)
- 비정의 항구 (1968)
- 한맺힌 여검객 (1969)
- (괴설) 오공녀의 한 (1969)
- 항구 8번가 (1969)
- 사녀 (1969)
- 팔도사나이 (1969) - 데라우찌
- 샹하이부르스 (1969)
- 쟘바 큐(Q) (1969)
- 떠나가는 왼손잡이 (1969) - 우정 출연
- 차라리 남이라면 (1969)
- 이조 여인잔혹사 (1969)
- 한목숨 다바쳐 (1969)
- 쌍용검 (1969)
- 마인 (1969)
- 검은 비상선 (1969)
- 재생 (1969)
- 사나이 세계 (1969)
- 상해 임시정부 (1969)
- 사나이 중 사나이 (1969)
- 세조대왕 (1970)
- 팔도검객 (1970)
- 동경의 무정가 (1970)
- 독나비 (1971)
- 검은 장갑을 껴라 (1971)
- 의사 안중근 (1972)
- 1대1 (1972)
- 악인의 계곡 (1973)
- 특별수사본부 기생 김소산 (1973)
- 광복 20년과 백범 김구 (1973)
- 삼일천하 (1973)
- 특별수사본부 <제2탄> 여대생 이난희사건 (1973)
- 수절 (1974)
- 갈매기의 꿈 (1974)
- 눈으로 묻고 얼굴로 대답하고 마음속 가득히 사랑은 영원히 (1974)
- 조총련 (1974)
- 암살지령 (1974)
- 소 (1975)
- 잔류첩자 (1975)
- 가수왕 (1975)
- 조약돌 (1975)
- 십년만의 외출 (1975)
- 악인이여 지옥행 급행열차를 타라 (1976)
- 이런 마음 처음이야 (1976)
- 비정지대 (1976)
- 맨주먹의 소녀들 (1976)
- 나는 살아야 한다 (1976) - 특별 출연
- 용서받은 여인 (1976)
- 빗속의 연인들 (1976)
- 사나이 악수 (1976)
- 한네의 승천 (1977)
- 족보 (1978)
- 살인나비를 쫓는 여자 (1978)
- 비색 (1979)
- 이주일의 뭔가 보여드리겠읍니다 (1980)
- 바람불어 좋은날 (1980) - 노인
- 병태와 영자(속) (1980)
- 그 여자 사람잡네 (1980)
- 초대받은 성웅들 (1984)